# Tulokformák

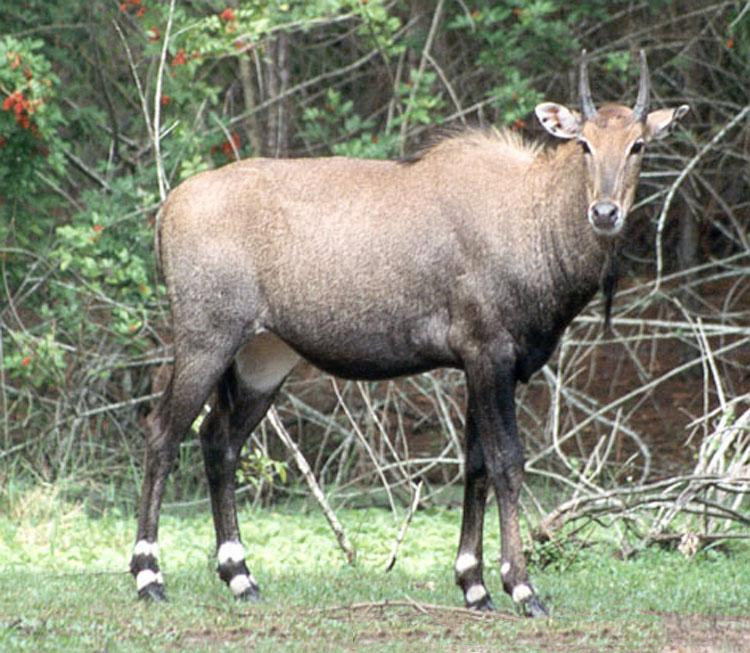
Nilgau antilop bika (Boselaphus tragocamelus), a Boselaphini nemzetség névadó faja

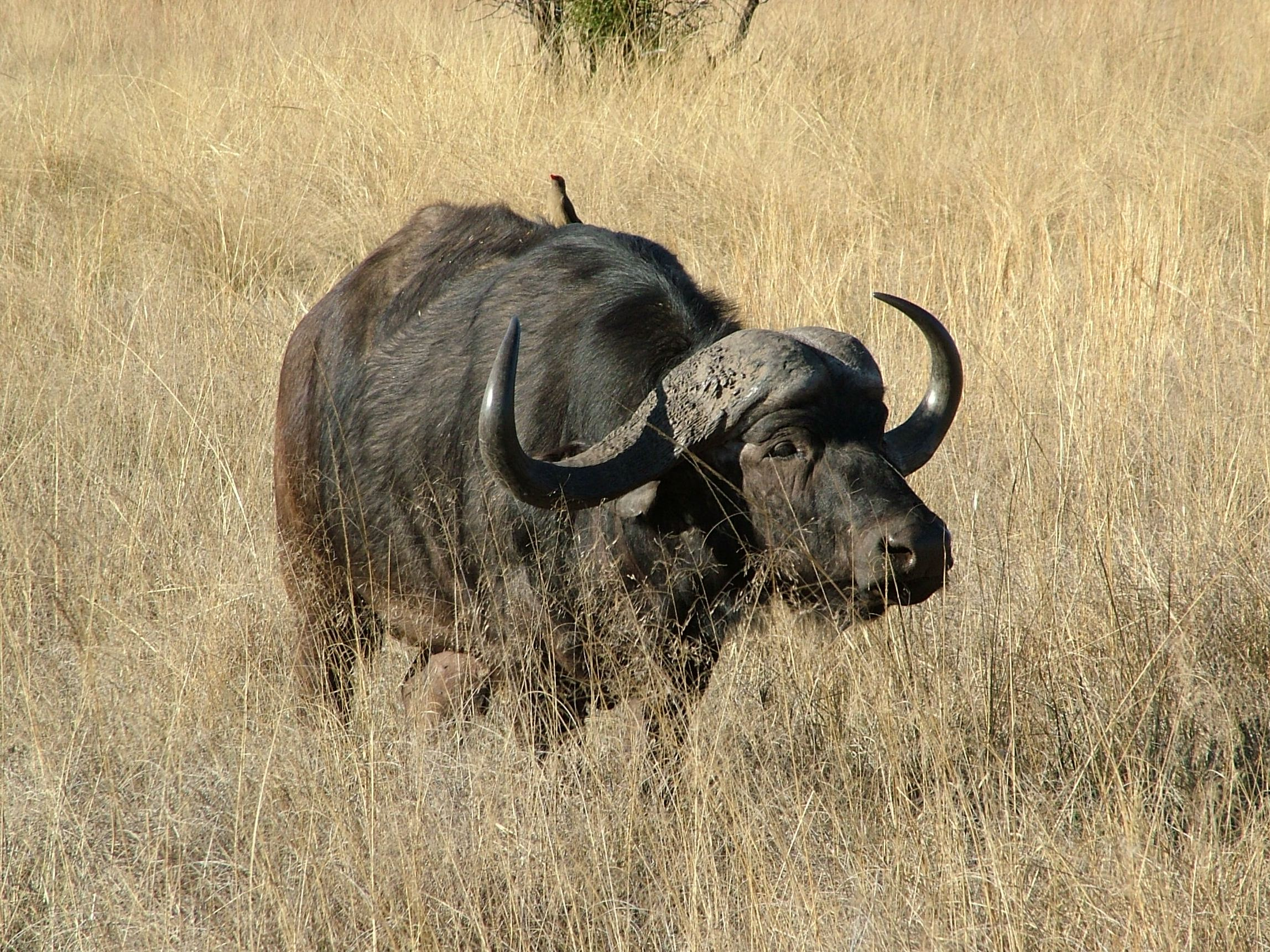
Kafferbivaly bika (Syncerus caffer), a tulokformák egyik legnagyobbika

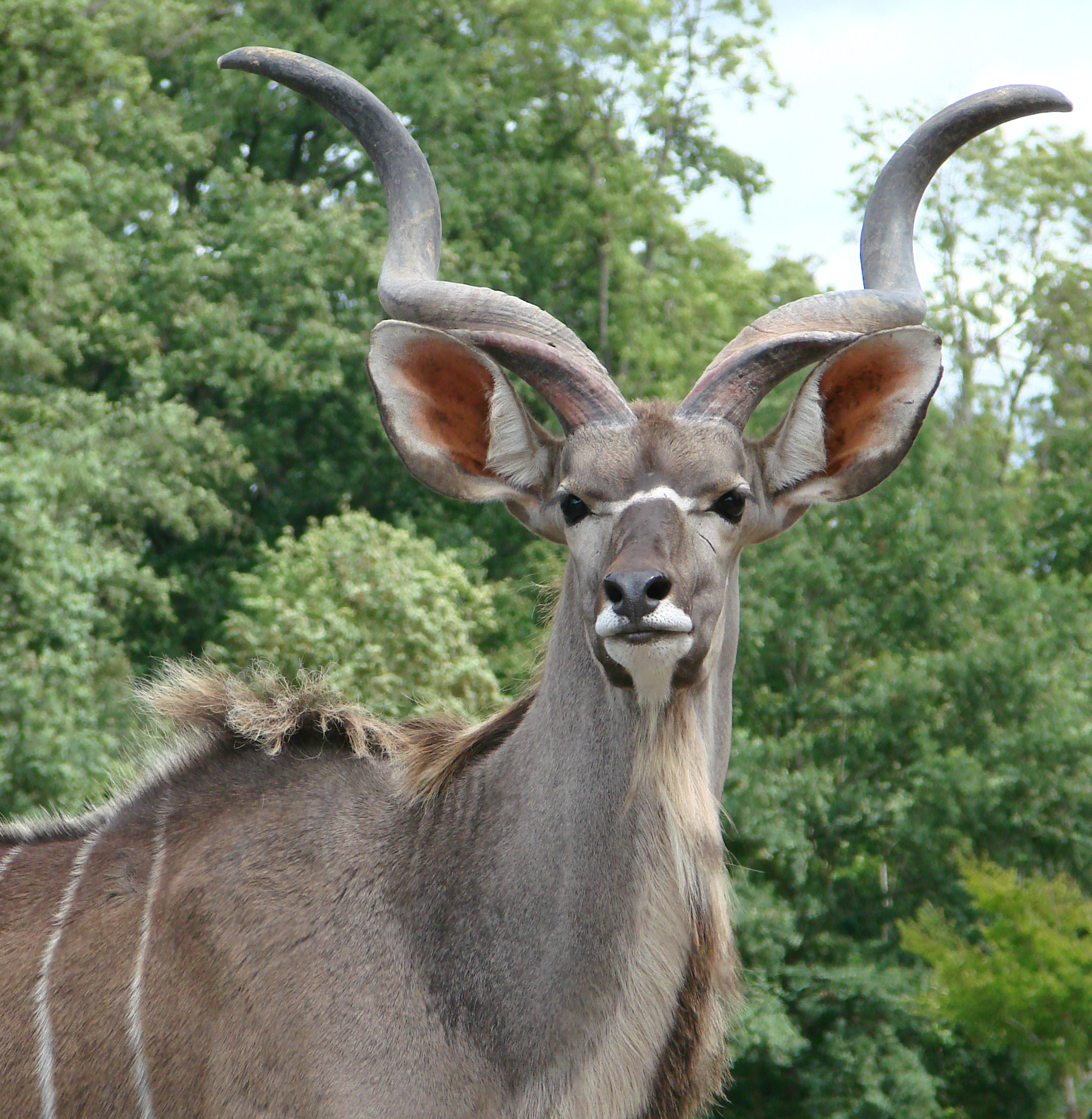
Nagy kudu bika (Tragelaphus strepsiceros), a csavartszarvú antilopok talán legszebb képviselője

A tulokformák (Bovinae) alcsaládja az emlősök (Mammalia) osztályának párosujjú patások (Artiodactyla) rendjébe, ezen belül a tülkösszarvúak (Bovidae) családjába tartozó alcsalád, amely viszonylag nagy testű fajokat tömörít.
Az alcsaládba 29 recens faj tartozik.
A tulokformák hímjét, nőstényét, illetve kicsinyét a bika, tehén és borjú szavakkal jelöljük.
A tülkösszarvúak egyik legismertebb és gazdasági és kultúrtörténeti szempontból is legfontosabb családja. Az alcsaládba sok fontos háziasított állat, illetve azok vadon élő őse tartozik. Legfontosabb képviselőjük a szarvasmarha, mely az emberiség egyik legfontosabb háziállata, mivel háziasításával nyílt először módja az emberiségnek a tartós letelepedésre, városok létrehozására és ezáltal az emberi kultúra felvirágoztatására is.
További fontos háziasított fajok, az házi vízibivaly, a gayal, a banteng, továbbá a házi jak.
A szintén ezen alcsaládba tartozó csavartszarvú antilopok sokáig elsősorban trófea célú vadászatuk miatt voltak kedveltek, ma az afrikai szafariturizmusban játszanak fontos szerepet.
A közismert és gyakori fajok mellett az alcsaládba tartozik néhány nagyon ritka, kihalástól fenyegetett faj, mint például a Mindorói bivaly, a Fülöp-szigetekhez tartozó Mindoro szigetéről; az alcsalád legkésőbb felfedezett faja a vietnámi antilop Vietnám és Laosz esőerdeiből vagy a hegyi nyala, mely kizárólag Etiópia hegyvidéki bozótosaiban él.

## Rendszerezés
Az alcsaládba az alábbi recens nemzetségek, nemek és fajok tartoznak:
- nilgau antilopok (Boselaphini)
  - Boselaphus
    - nilgau antilop (Boselaphus tragocamelus)

  - Tetracerus
    - négyszarvú antilop (Tetracerus quadricornis)
- tulkok (Bovini)
  - bölény (Bison)
    - amerikai bölény (Bison bison)
    - európai bölény (Bison bonasus)

  - tulok (Bos)
    - gayal (Bos frontalis)
    - gaur (Bos gaurus)
    - házi jak (Bos grunniens)
    - banteng (Bos javanicus)
    - vadjak (Bos mutus)
    - kouprey (Bos sauveli)
    - †őstulok (Bos primigenius)
    - szarvasmarha (Bos taurus)

  - Bubalus
    - vad vízibivaly (Bubalus arnee)
    - házi vízibivaly (Bubalus bubalis)
    - alföldi anoa (Bubalus depressicornis)
    - mindorói bivaly (Bubalus mindorensis)
    - hegyi anoa (Bubalus quarlesi)

  - Syncerus
    - kafferbivaly (Syncerus caffer)

  - Pseudoryx
    - vietnámi antilop (Pseudoryx nghetinhensis)
- csavartszarvú antilopok (Tragelaphini)
  - Taurotragus
    - óriás jávorantilop (Taurotragus derbianus)
    - jávorantilop (Taurotragus oryx)

  - Tragelaphus
    - nyala (Tragelaphus angasii)
    - hegyi nyala (Tragelaphus buxtoni)
    - bongó (Tragelaphus eurycerus)
    - kis kudu (Tragelaphus imberbis)
    - közönséges bozótiantilop (Tragelaphus scriptus)
    - szitutunga (Tragelaphus spekii)
    - nagy kudu (Tragelaphus strepsiceros)
    - Delamere-bozótiantilop (Tragelaphus sylvaticus)

## Kialakulásuk
A tulokformák viszonylag fiatal csoportnak számítanak. Fosszilizálódott maradványaik legkorábban a miocén korszakból kerültek elő. A csoport Ázsiából származik és onnan terjedtek szét Európa, Afrika és Észak-Amerika felé. A csoport legnagyobb fajszámát a pleisztocén korban érte el.
Az alcsaládba tartozó fajokat három nemzetségbe sorolják. A három nemzetség közül a Boselaphini nemzetség a legprimitívebb. A nemzetségbe sorolt négyszarvú antilop áll legközelebb a csoport feltételezett őseihez. Noha a másik két nemzetség is a Boselaphini nemzetség egykori fajainak a leszármazottja, nem valószínű, hogy monofiletikus csoportot alkotnának (azaz egyetlen közös őstől származnának), valószínűbbnek tűnik, hogy evolúciójuk több ágon, egymással párhuzamosan zajlott.

## Élőhelyük

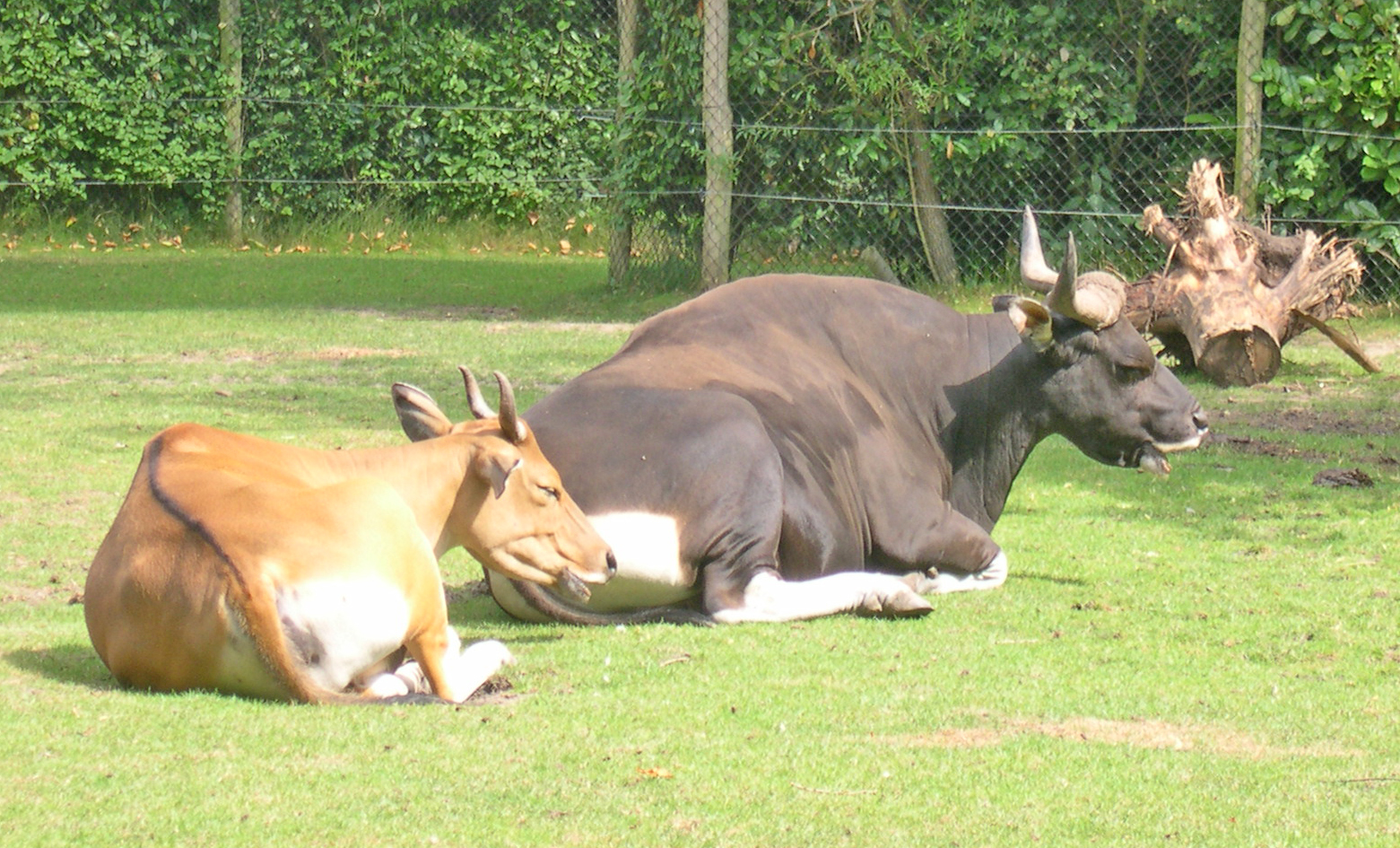
Hím és nőstény banteng (Bos javanicus), a tulkok jellegzetes ázsiai képviselői

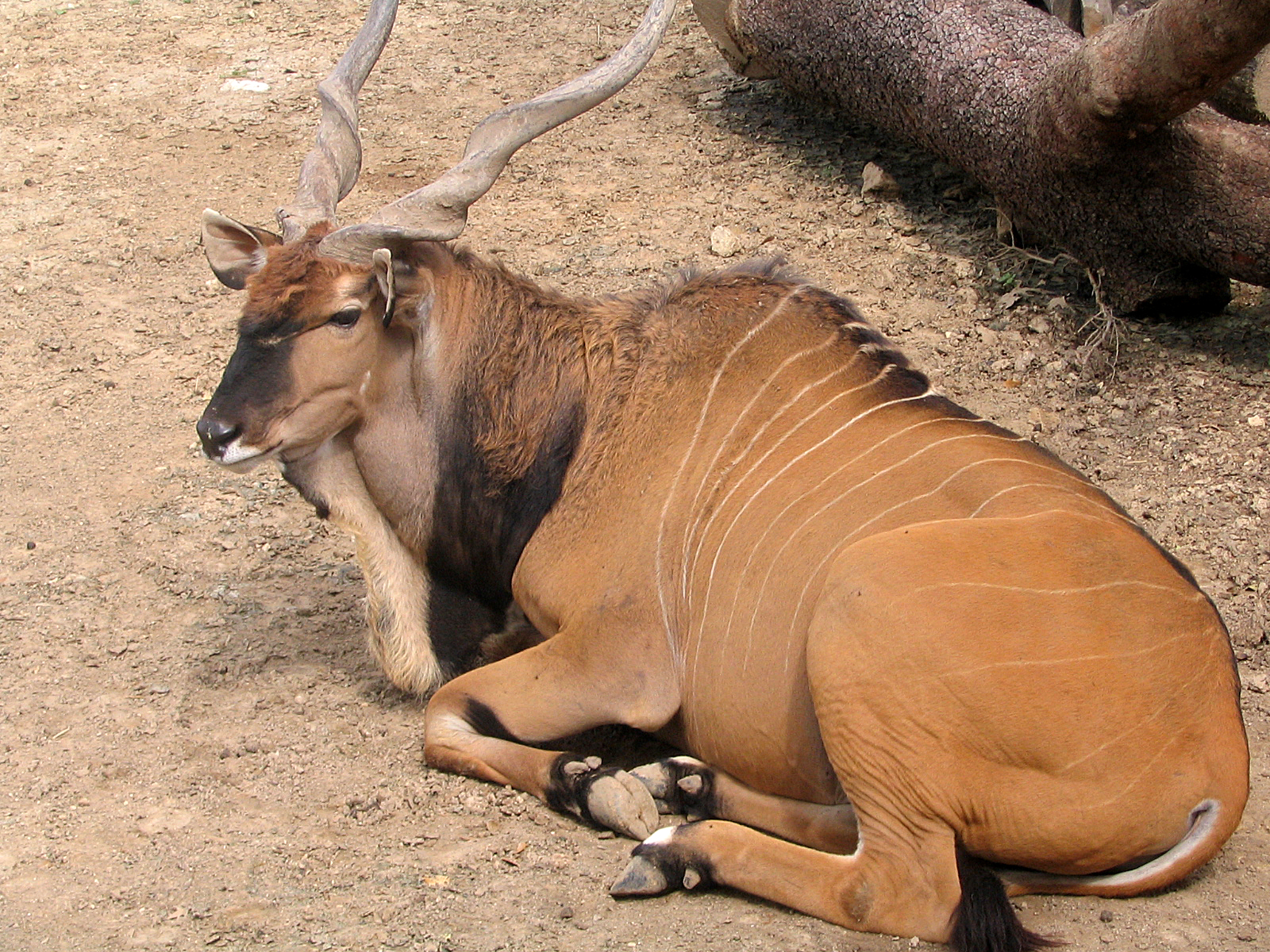
Óriás jávorantilop bika (Taurotragus derbianus), jól megfigyelhető rajta a csavarodott szarv

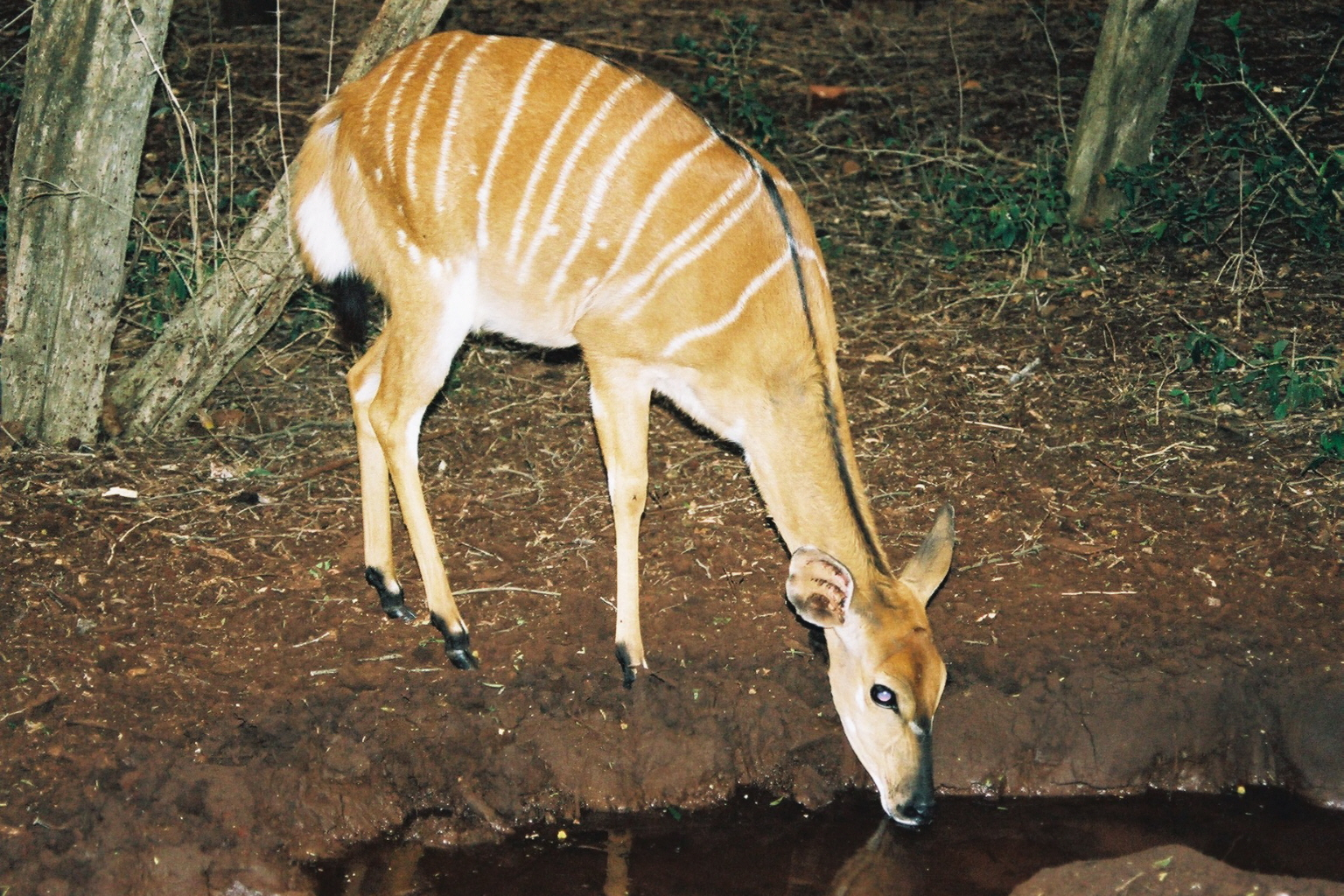
Nyalatehén (Tragelaphus angasii) az ivóhelynél

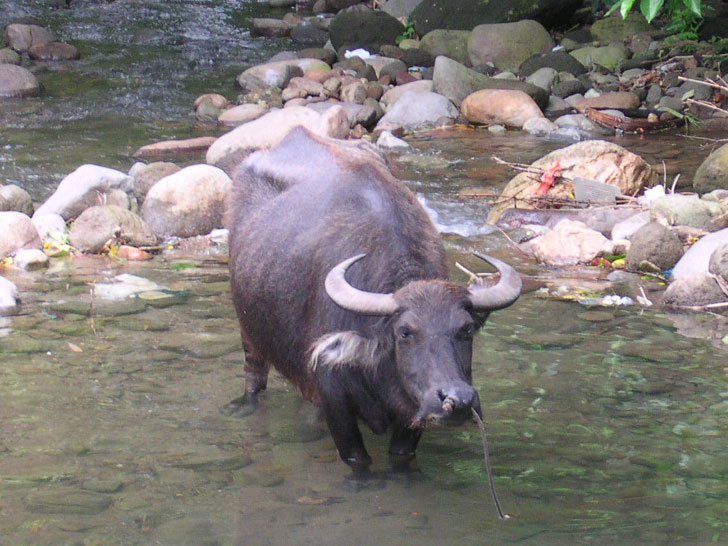
Háziasított vízibivaly (Bubalus bubalis), egyik kedvenc tevékenysége, a dagonyázás közben

A Boselaphinae nemzetségbe sorolt fajok Ázsiában élnek. Noha e nemzetség egykori tagjai lehettek az egész alcsalád ősei, mára csak két fajuk maradt fenn.
A Bovinae nemzetségbe sorolt tulokformák java része is Ázsia déli és délkeleti részének esőerdeiben él. A mára már kihalt őstulkon kívül mindössze három fajuk él Ázsián kívül. A kafferbivaly az egyetlen közülük, amelyik Afrikában fordul elő. Mára ez az egyetlen faj, amelynek jelentős állományai maradtak. Egyes csordáiban több száz, akár ezer egyed is élhet együtt.
A bölények közül (Bison nem) az európai bölény, hasonlóan ázsiai rokonaihoz, erdőlakó faj maradt. Az amerikai bölénynek is egyik alfaja erdőlakó, míg másik alfaja, a préribölény egykor a legnagyobb számban előforduló tülkösszarvú volt. Az észak-amerikai prériken egykor több, mint 90 millió ilyen állat élt.
A csavartszarvú antilopok (Tragelaphini nemzetség) Afrika szinte minden jelentősebb élőhelytípusán jelen vannak, a sivatagokat kivéve. Legsikeresebben az erdők és a szavannák közti átmeneti övezetet használták ki. Minden egyes fajuknak megvan a maga kedvenc környezete: a szitutungáé a nádas, a kis kudu Afrika szarvának száraz Acacia-ligeteit kedveli, míg a nagy kudu Kelet- és Dél-Afrika erdős dombvidékein fordul elő. A nyala Dél-Afrika sűrű növényzetű területein, a hegyi nyala azonban csak Etiópia egyetlen részén fordul elő. Az éjszakai életmódú bongó az erdőszélek növényzete között él. A leggyakoribb közülük a bozóti antilop, amely Afrikában a Szaharától délre szinte minden élőhelytípusban megtalálható.

## Anatómia

### Megjelenésük
Az alcsaládba tartoznak a tülkösszarvúak legnagyobb ma élő fajai. A legsúlyosabb faj a gaur.
A Bovini nemzetség (a tágabb értelemben vett tulkok) fajaira jellemző a zömök test, az alacsony, széles koponya és a sima vagy hosszanti bordákkal ellátott tülkök (üreges szarvak), amelyek kifelé állnak. Szarvakat mindkét nem képviselői viselnek.
A csavartszarvú antilopoknál (Tragelaphini nemzetség) erőteljes ivari kétalakúság figyelhető meg. A hímek alaposan fel vannak fegyverkezve, amire szükségük is van a dominanciáért a többi hímmel vívott állandó harcokhoz.
A csavart tülök – amely a homlokcsont csapján ülő keratinból épül fel – egyes fajoknál látványosan hajlik hátra, az arc vonalát követve. Hossza fajonként eltérő, a bozóti antilopnál csupán 20 centiméter hosszú, míg az óriás jávorantilopnál vagy a nagy kudunál az 1 métert is megközelítheti. A szarv csavarodása ősi jelleg, mely még az ázsiai négyszarvú ősöktől származik.
A csavartszarvú antilopok a Bovini-fajoknál kecsesebb formájúak; mellkasuk keskeny és mély; magasan tartott fejük hosszúkás; lábuk hosszú; arcukon és nyakukon jellegzetes, fehér csíkokat viselnek; patájuk felett pedig fehér „harisnyájuk” van.
A felnőtt hímek nagyobbak a nőstényeknél, de a nemek mintázatukban és szarvuk felépítésében is különböznek. A fajok többségénél csak a hímek viselnek szarvakat.

### Emésztésük
A tulokformák növényevők. Fő táplálékuk a fű, mely nagyrészt nehezen emészthető cellulózból épül fel és csak kevés tápanyagot tartalmaz. Ezért egy tulokformának napi 50 – 100 kg füvet és 100 liter vizet is el kell fogyasztania, hogy fenntartsa magát.
Az állat felső állkapcsában nincsenek metszőfogak, csak az alsóban, ezért nem képes leharapni a fűcsomót, fejének megrántásával szakítja le. Ha a növény már a szájában van, akkor az állkapcsok vízszintes és függőleges elmozdulása lehetővé teszi, hogy körkörös mozgással megrágja a táplálékot. Ez a mechanikai aprítás nélkülözhetetlen az emésztési folyamatok tökéletes végbemeneteléhez.
A fű bekerül négy részre tagolható összetett gyomrába.
Az első gyomor, a bendő (vagy előgyomor) egyes fajoknál akár 200 liter űrtartalmú is lehet. Itt a táplálék lebontási folyamata baktériumok segítségével kezdődik meg.
A szilárd táplálék rostos része a következő gyomorszakaszban, a recésgyomorban kis gombócokká alakul. Nagyjából két óra múlva, mikor az állat pihen, a részben megemésztett füvet az erős izomzatú recésgyomor a gyomor összehúzódásai következtében, azaz a bendőmozgással a nyelőcsövön át ismét az állat szájába juttatja. Ez a folyamat a kérődzés, amikor az állat a félig már megemésztett táplálékot újból megrágja. A lassúbb, kiadósabb rágással és több nyállal keveredett táplálék visszajut a bendőbe, ahol sűrűség szerint rendeződik, majd a százrétű gyomorba, és végül az oltógyomorba jut.
A gyomorsavak kezdik meg a táplálék felbontását és a cellulózt részben cukorrá bontják. A cellulózbontás a vakbélben fejeződik be.
Az oltógyomor egy nagyjából 50 méter hosszú bélcsatornához kapcsolódik. Ott tovább folytatódik az emésztési folyamat és a tápanyagok a bélfalon keresztül felszívódnak a vérbe.
Naponta 6-8 alkalommal, alkalmanként 40-60 perces kérődzésre van szüksége a felpuhult táplálék újrarágására.

## Életmódjuk

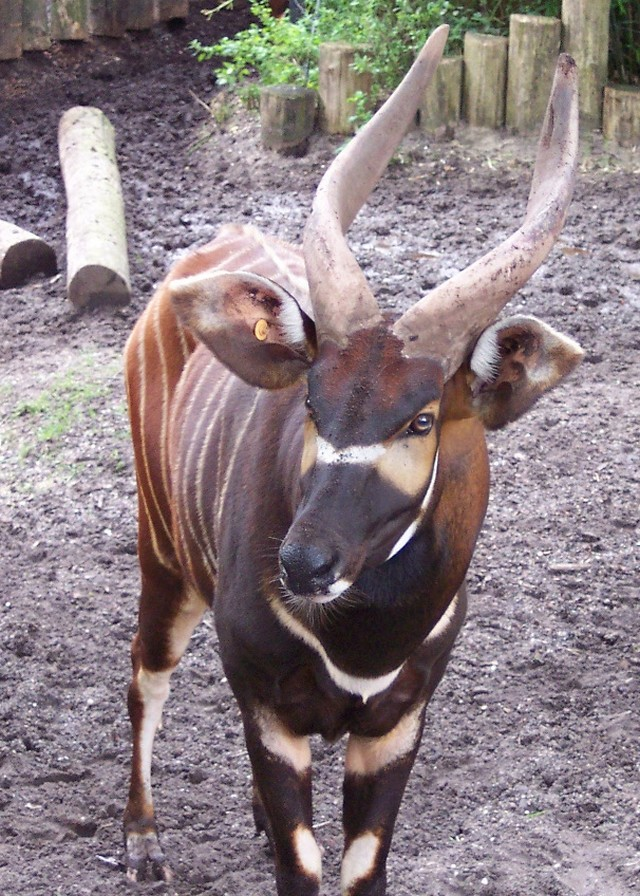
Mint az összes csavartszarvú antilop, a bongó (Tragelaphus eurycerus) is laza csapatokban él

Az alcsalád legtöbb tagja fűevő, bár egyes fajok táplálékában jelentős hányadot tesznek ki a levelek is.
Széles metszőfogaiknak és erős zápfogaiknak köszönhetően még a legnagyobb fajok is elegendő mennyiségű durva növényi anyagot tudnak lelegelni és kérődzve feldolgozni. Mozgékony nyelvük még hatékonyabbá teszi táplálkozásukat, hiszen segítségével nagy fűcsomókat húzhatnak a szájukba.
A négyszarvú antilop és a csavartszarvú antilopok tápláléka levelekből, rügyekből, virágokból és termésekből áll. Közülük csak a jávorantilop és a hegyi nyala legelészik nyílt füves területeken, ám jóval válogatósabbak az igazi fűevő fajoknál.
Néhány faj közülük dagonyázni is szeret – a legismertebb faj közülük a házi vízibivaly. Ahol nincsenek nagyobb tavacskák, a vízibivalyok a kisebb pocsolyákkal is beérik, és ott a talajt gyorsan sárrá dagasztják. A dagonyázásnak a hőszabályozásban van szerepe, a vízibivalyok bőrének egységnyi felületén kevesebb verejtékmirigy van, mint a rokon fajokén, így az izzadással való hűtés hatékonysága csekély. A sár pedig hatékonyabban hűti a testet, mint a tiszta víz.
A Bovini-fajok többnyire csordákban élnek, a mindorói bivaly, az anoák és a vietnámi antilop viszont többé-kevésbé magányos életmódúak.
A csordaalkotó fajok nőstényei egész életüket állandó összetételű csoportokban töltik, amelyek tehenekből, illetve azok kicsinyeiből állnak. A fiatal bikák általában hároméves korukban távoznak a csoportból. E csoportok a gaur, a banteng és az erdőlakó kafferbivalyok esetében viszonylag kicsik, többnyire 10-12 tagúak. Az amerikai bölény és az európai bölény csordái nagyobbak, 20-60 egyedet számolnak. A kafferbivaly szavannákon élő alfaja különösen nagy csordákat alkot, amelyek létszáma az 1000 állatot is meghaladhatja. A felnőtt bikák magányosan élnek vagy laza csoportokba verődnek.
A csavartszarvú antilopoknál rugalmasabban alakul az életmód. A szitutungák, a bozóti antilopok, a nyalák és a kis kuduk, többnyire ugyanazon a területen élnek, de nem territoriálisak. A jávorantilopok, a nagy kuduk, a hegyi nyalák és a bongók többet vándorolnak.
Az állatok csoportosulásai általában lazák.

## Szaporodásuk
A vemhesség mindhárom nemzetség fajainál 6-9 hónapig tart, időtartama a faj méretével arányos. Többnyire egyetlen borjút hoznak a világra.
Élettartamuk szintén többnyire a testméret függvényében változik, átlagosan 10 és 20 év között alakul.

## Természetvédelmi helyzetük

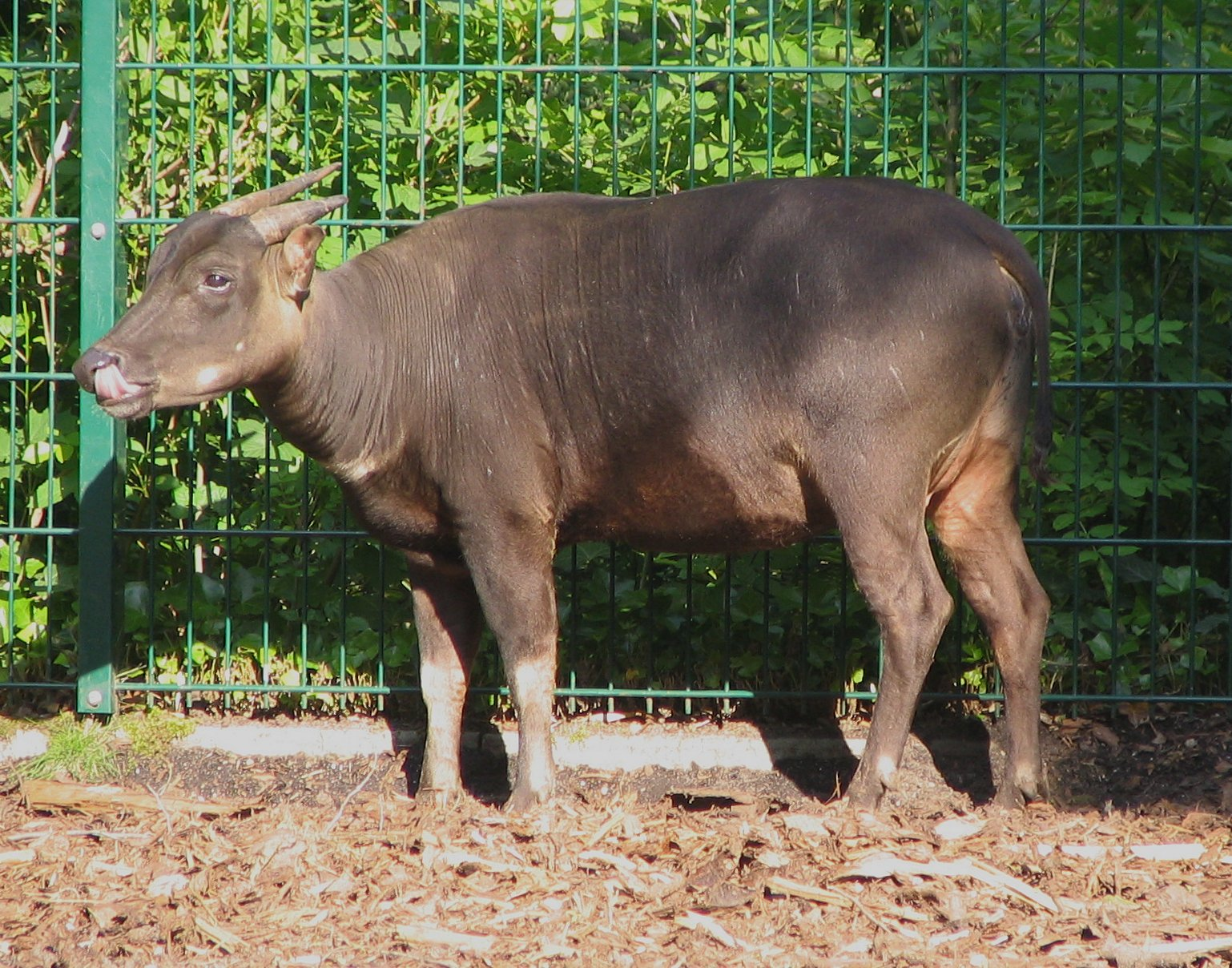
Alföldi anoa (Bubalus depressicornis), a tulkok egyik veszélyeztetett faja

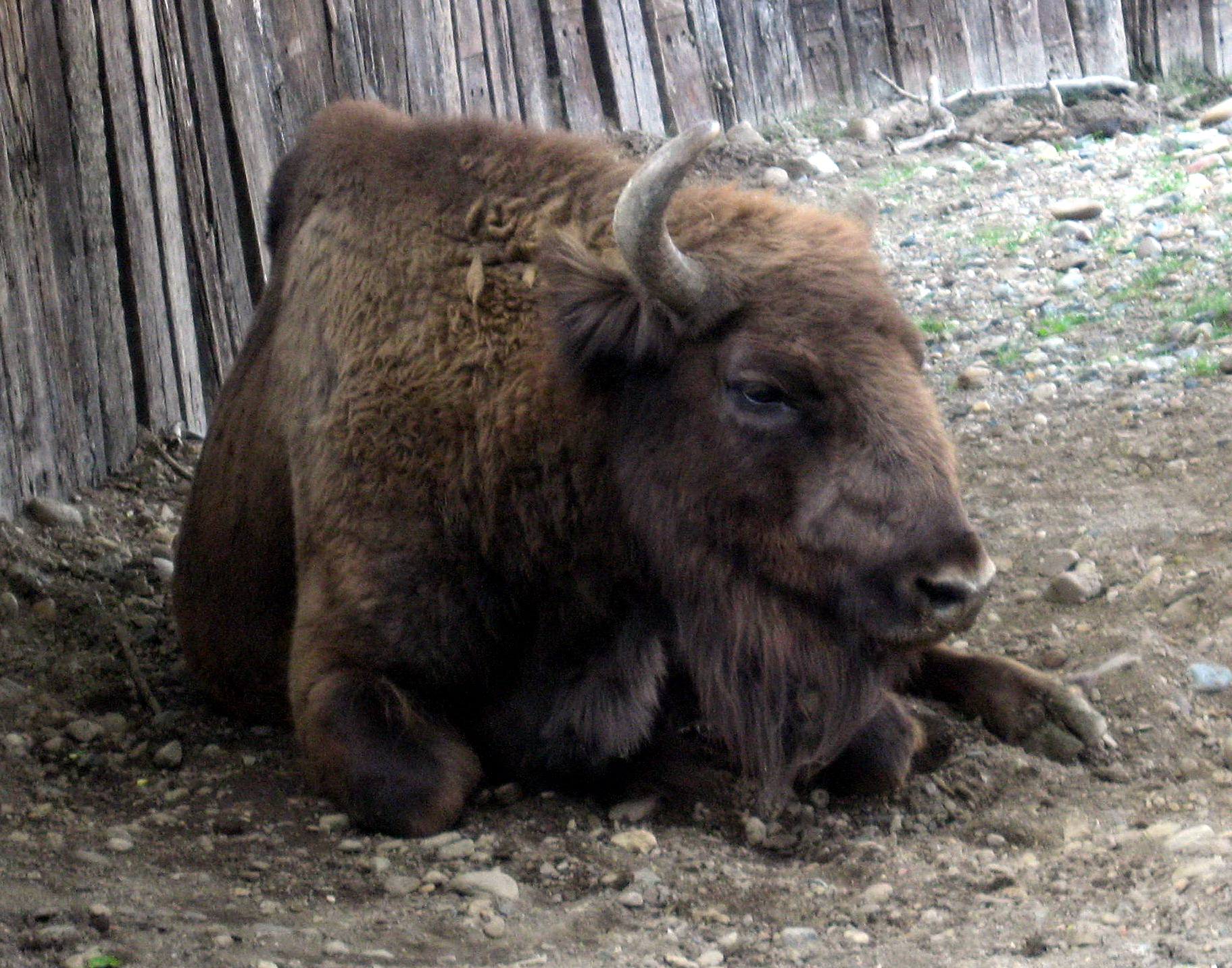
Európai bölény (Bison bonasus), ezt a fajt az állatkertek mentették meg a kipusztulástól

A Boselaphinae nemzetségbe sorolt fajok közül a négyszarvú antilopnak mintegy 10 000 egyede élhet még, de a fokozódó húsigény miatt számuk csökkenő tendenciát mutat. A nilgau antilop sorsa sokáig igen kedvező volt, mivel közeli rokona a tehénnek, ezért a hinduk eltűrték a jelenlétét, és elég gyakori állat volt. Jelenleg az élőhelyvesztés a legfőbb veszélyeztetője.
A Bovini nemzetség némelyik faja egykor nagyon gyakori volt. Mára többségük léte veszélybe került. A legritkább fajok a Mindorói bivaly vagy más néven tamarao és a kouprey, amelyek a kihalás küszöbére kerültek.
A Mindorói bivaly a Fülöp-szigetek egyetlen szigetén (a nevét adó Mindorón) honos és az erdőirtás és a vadászat miatt nagyon megritkult.
A kouprey-t csak az 1930-as években fedezték fel. Egykori élőhelyei közül mára egyedül Kambodzsában él. Kambodzsa 20. századi történelme tele volt háborús időszakokkal, amelyek során a természet védelmére semmi energia nem maradt.
A vietnámi antilopot csak az 1990-es években fedezték fel. Legnagyobb populációja Vietnámban van, esetleg a szomszédos Laoszban is élhet néhány kis létszámú csordája. Sorsa bizonytalan, bár Vietnám igyekszik megvédeni ezt a ritka fajt.
Vadon élő vízibivalyok mára talán csak Indiában, Bhutánban, Nepálban és Thaiföldön élnek, a legtöbb helyen háziasított rokonaikkal kereszteződöttek élnek.
A gaurt és a bantenget a vadászat és az illegális trófeakereskedelem veszélyezteti, az anoákra élőhelyük zsugorodása jelenti a legnagyobb veszélyt. Mára a Tibeti-fennsík távoli vidékein élő vadjakok sincsenek biztonságban, őket a háziállatok által terjesztett betegségek és a házi jakkal való keveredés fenyegeti. A kafferbivalyok ugyan még mindig viszonylag sokan vannak, de számuk már jelentősen csökkent a vadászat és élőhelyeik elvesztése miatt.
Az európai bölény 1919-ben a természetben kihalt, fennmaradása egyedül az állatkertek érdeme.
A házi szarvasmarhák őse, az őstulok utolsó egyede 1627-ben pusztult el. Ez az alfaj csupán háziasított formáinak képében él tovább.
A csavartszarvú antilopok sora valamivel kedvezőbben alakult, az afrikai környezetben a 20. század során történt változások ellenére is.
Rájuk általában a vadhúskereskedelem, a trófeavadászat és a házi marháktól elkapott fertőző betegségek jelentik a legnagyobb veszélyt.
Leggyakoribb fajuk a bozóti antilop, amely egyben az egész alcsalád legnagyobb példányszámban előforduló vadon élő faja. Afrika területén valószínűleg 300 000-nél is több példánya élhet.
Legritkább fajuk az utolsóként felfedezett hegyi nyala, amely kizárólag Etiópiában él egy kis körülhatárolt területen. Az Etiópiában zajló fegyveres konfliktusok miatt sokáig úgy tűnt, hogy ki is halt, de a helyzet rendeződése után számuk emelkedni kezdett.

## Háziasításuk

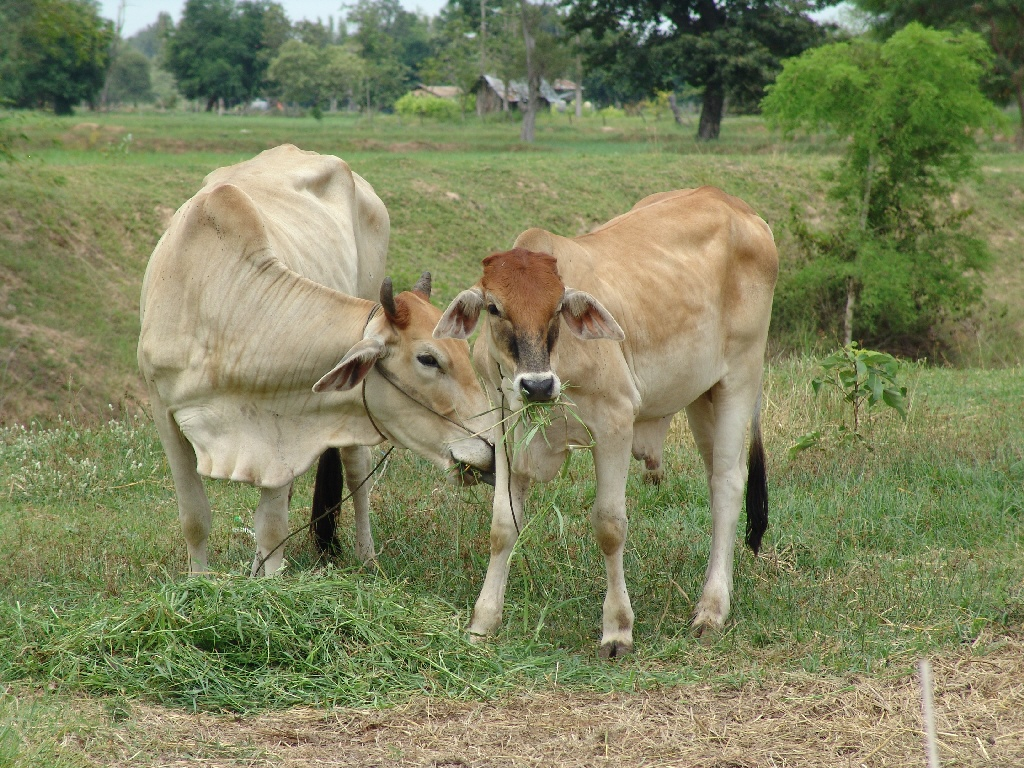
Zebuk, az őstulokból kitenyésztett ázsiai szarvasmarhák tipikus képviselői

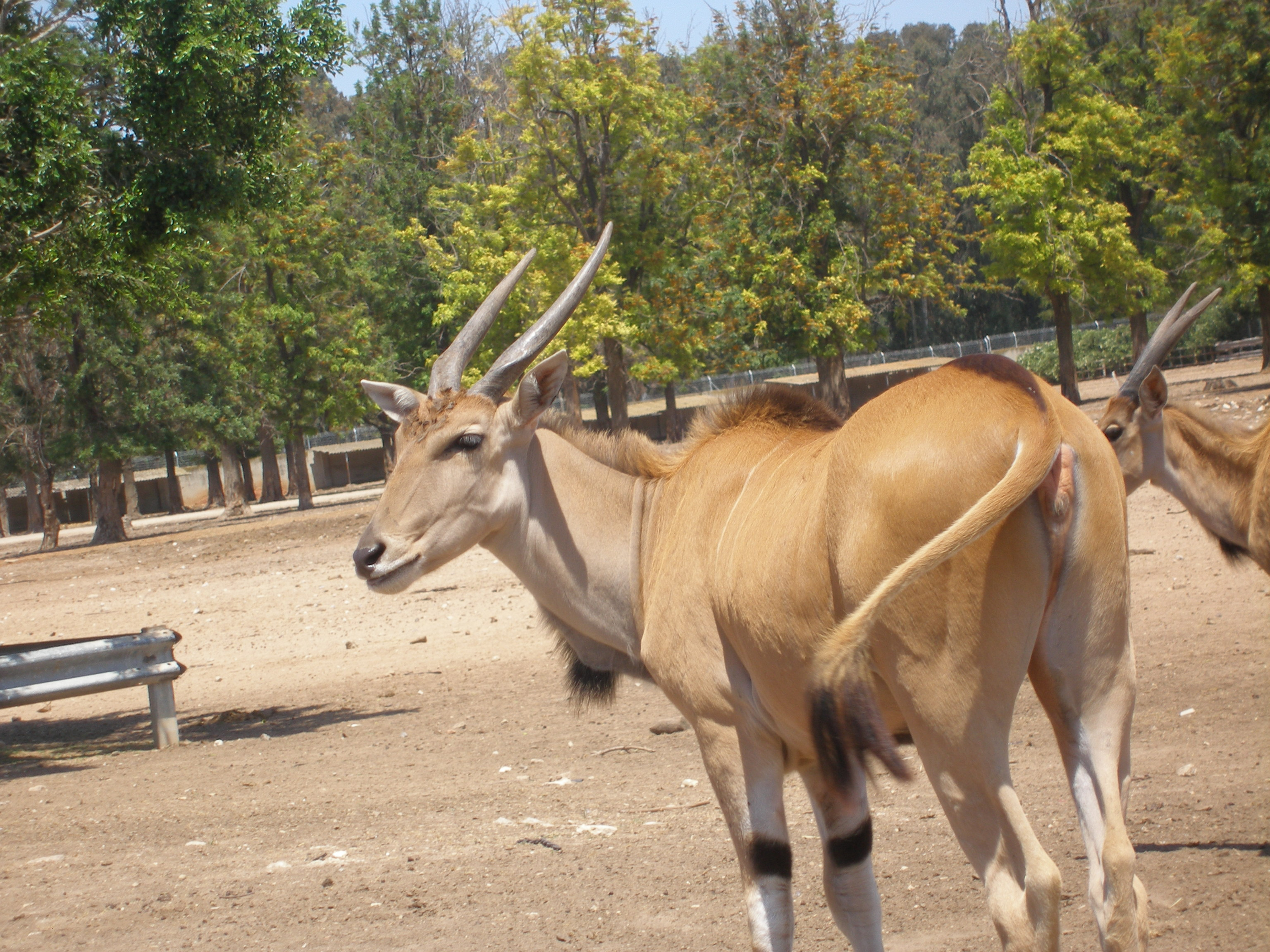
Jávorantilop (Taurotragus oryx), az egyetlen csavartszarvú antilopféle, amelynek háziasításával megpróbálkoztak

A Bovini nemzetség több faját is háziasította az ember. A leggyakoribb háziállat közülük az őstulok leszármazottja, a szarvasmarha, amely mára nemcsak a tulokformáknak, de a tülkösszarvúak családjának is a leggyakoribb tagja. Jelenleg több mint egymilliárd szarvasmarhát tartanak Földünkön.
Az őstulkot feltehetően legalább két helyen háziasították egymástól függetlenül és eltérő időben: a Közel-Keleten és Indiában, az első hiteles bizonyítékok szerint hozzávetőlegesen Kr. e. 6000 körül (de elképzelhető, hogy korábban). Így az európai jellegű szarvasmarha (közönséges szarvasmarha) nem közvetlen rokona az ázsiai típusú szarvasmarhának, a zebunak. Az ősi jellegű fajták, így a magyar szürke szarvasmarha, a skót-felföldi marha, a bikaviadalokon használt spanyol viadal marha vagy az afrikai Ankole-Watusi marha megjelenésében igen emlékeztet a mára már kihalt őstulokra. Ezeknek a fajtáknak a felhasználásával sikerült visszatenyészteni egy, az őstulok ábrázolásaira nagyon hasonlító fajtát, amely a kitenyésztésén fáradozó német állattenyésztő tiszteletére a Heck-marha nevet kapta.
A vízibivalyt már szintén nagyon régen háziasították a Távol-Keleten, hozzávetőlegesen Kr. e. 4000 körül. A vadbivaly leszármazottja, a házi bivaly ma is alapvető fontosságú háziállat Ázsia számos részén. Főleg a rizstermesztés során fontos, mint igavonó állat. Ázsiában számos helyen újra visszavadult, és mivel korlátlanul keresztezhető a vadbivallyal, annak állományai mára csaknem mindenütt hibrid jellegűek.
Ausztrália északi részén igen sok elvadult házibivaly él, számuk több ezer egyedre rúg. Azon állatok leszármazottai, amelyek az ott található katonai települések 19. századi kiürítése után hátramaradtak.
Jelenlétük mára kártékonnyá vált, mivel tájidegen fajok és tönkreteszik az ott található életközösségeket. Természetes ellenségei nincsenek, legfeljebb a bordás krokodil ejt el néha egy-egy fiatal állatot, így a vadászat teljesen szabad rájuk, de kiirtásuk teljesen reménytelennek tűnik.
A vadjakot is több száz éve háziasították már a Tibeti-fennsíkon. Mára a házijak állományai többszörösen meghaladják a vadjakét és a hibridizálódás itt is komoly probléma. Mivel magashegységi életmódhoz alkalmazkodott faj, alapvető fontosságú háziállat a területen.
A bantenget és a gaurt szintén háziasították. A banteng leszármazottja a Bali-marha, a gauré pedig a gayal. Ezek egyedszáma nem olyan magas, mert az ázsiai típusú szarvasmarha éppen olyan jól tartható ott, ahol ezek élnek, így idővel háttérbe szorultak. A jak, banteng és gaur háziasításának időpontja mai ismereteink szerint teljesen bizonytalan.
A kafferbivaly háziasítására veszélyessége, összeférhetetlensége és megbízhatatlansága miatt nem került sor. Afrikában helyette szarvasmarhák tömegeit tartják (azonban őket is csak ott, ahol a cecelegyek ezt „megengedik”).
Az amerikai bölény háziasításával próbálkoztak ugyan, de a házi marha minden szempontból jobb volt nála, így végül felhagytak vele.
A szarvasmarha egyébként keresztezhető a gaurral, a bantenggel, a jakkal, valamint ezek háziasított változataival és első generációban az amerikai bölénnyel is.
A csavartszarvú antilopok közül egyedül a jávorantilop háziasításával próbálkoztak. Főleg az ukrajnai Aszkania Nova telephelyen igyekeztek megszelídíteni és tejtermelésre fogni. Végül a házi szarvasmarhák itt is jobbnak bizonyultak így a háziasítási folyamat abbamaradt.

## Kultúrtörténeti helyzetük

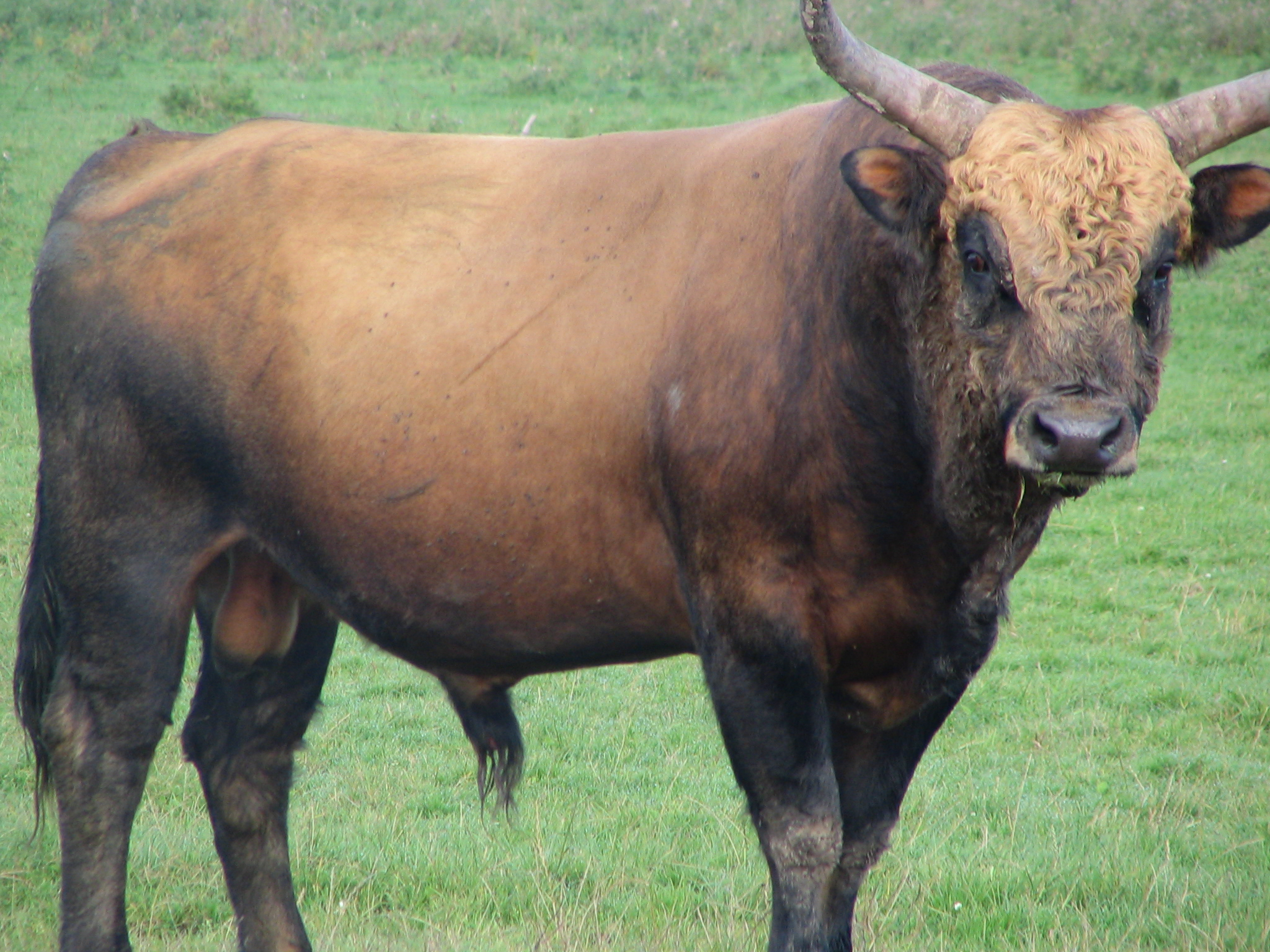
Egy Heck-marha bika, mely legjobban hasonlít az emberiség történelmében oly jelentős szerepet játszó őstulokra

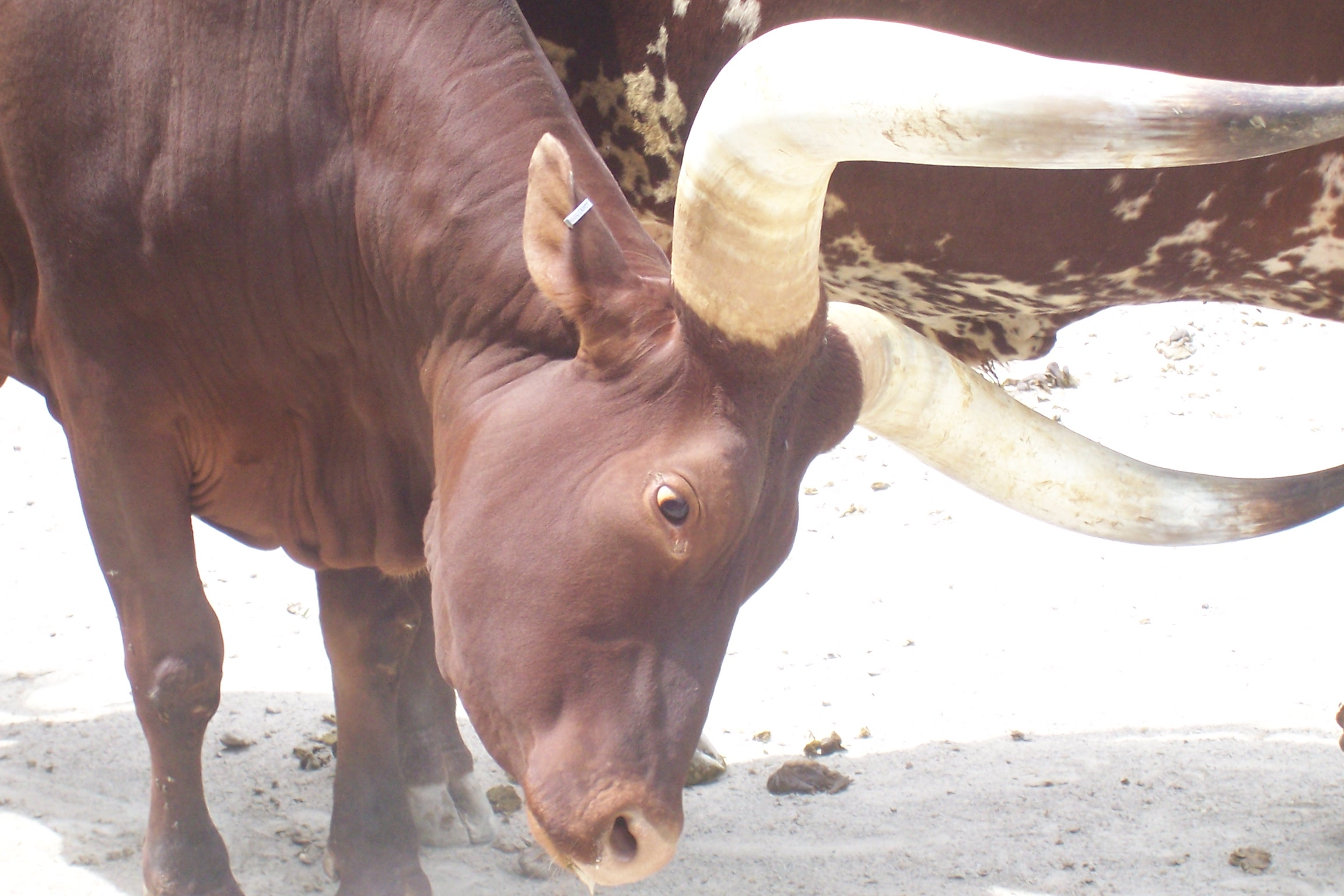
Vatussi-marha bika, egyes afrikai törzseknek ma is a létalapját képezi

A tülkösszarvúak családjából a tulokformák voltak mindig is az ember számára a legjelentősebbek. Különösen a tulkokat kedvelik régóta. Mint jelentős vadászzsákmányok, az őstulok és az európai bölény már az ősemberek barlangrajzain is megjelentek. Mindkét fajnak kiemelt szerepe volt az Európába érkező első emberek életében. Mivel nagymértékben rájuk voltak utalva, ezek az állatok megjelentek a rájuk vadászó emberek hit- és kulturális világában is. A korai barlangrajzokon már egyértelműen elkülöníthető a két faj egymástól. Az őstulok a férfiasságnak, az erőnek és a hatalomnak volt a jelképe. Mivel többmázsás súlyúra is megnőhetett, elejtése embert próbáló csapatmunka lehetett. Később sikerült háziasítani, ami szintén nem lehetett könnyű feladat. Az őstulok háziasítása utána a bölény háttérbe szorult ugyan, de mint kívánatos vadászzsákmány mindig ott volt a háttérben.
A háziasított szarvasmarha, különösen a bikák mindig is óriási szerepet játszottak az emberiség történetében. Az eddig feltárt legkorábbi városi jellegű emberi településen, a Törökországban található Çatalhöyükben (aminek kialakulását nagyjából időszámításunk előtt 8400 évvel ezelőtti időpontra teszik), már nagyszámú szentélyt találtak. Mindegyikben uralkodó elem a bika.
A történelem első nagy civilizációját adó ókori Egyiptomban a bikát egyik legfőbb istenük, Ápisz földi megtestesülésének tartották. Egyszerre csak egyetlen szent Ápisz-bika élt közöttük. A többi szarvasmarha viszont Egyiptom gazdasági helyzetének egyik alapköve volt és akkortól kezdve még nagyon sokáig a szarvasmarhák száma jelentette a gazdagság mértékét. Sok pásztorkodásból élő afrikai néptörzsnél ma is a szarvasmarha a legfőbb érték.
A bikakultusz később átterjedt Európa többi részére is. Kréta szigetén a bikafejű ember, a Minótaurosz képében jelent meg legkiemelkedőbben. A rómaiaknál a szarvasmarhák alapvetően szintén értékmérőnek és táplálékforrásnak számítottak, de náluk terjedt el legjobban a Mithrász kultusz is. Mithrász megölte az ősbikát és annak vérével megtermékenyítette a Földet. Ennek a kultusznak a jegyében bikák ezreit ölték meg szertartásosan a gladiátorviadalok során, bizonyítva ezzel, hogy az ember legyőzte a természet ősi erőit. Manapság a kultusz a spanyol és dél-franciaországi bikaviadalok alakjában él tovább.
A tulkok, de közülük is kiemelkedően az őstulok, majd leszármazottja, a szarvasmarha mindig nagy szerepet játszottak az emberiség történelmében. Korábban kedvelt vadászszákmány, majd isten vagy legyőzendő ellenfél voltak, de közben a gazdasági folyamatak alapjaivá lettek, így nélkülük nem alakulhatott volna ki a mai modern emberi civilizáció.

## Képek

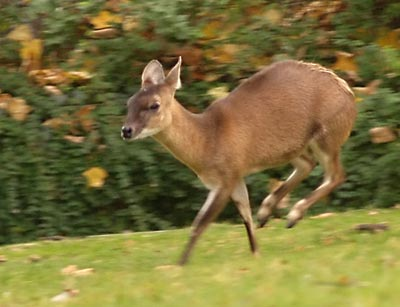
Négyszarvú antilop (Tetracerus quadricornis) az alcsalád legkisebb és legősibb képviselője
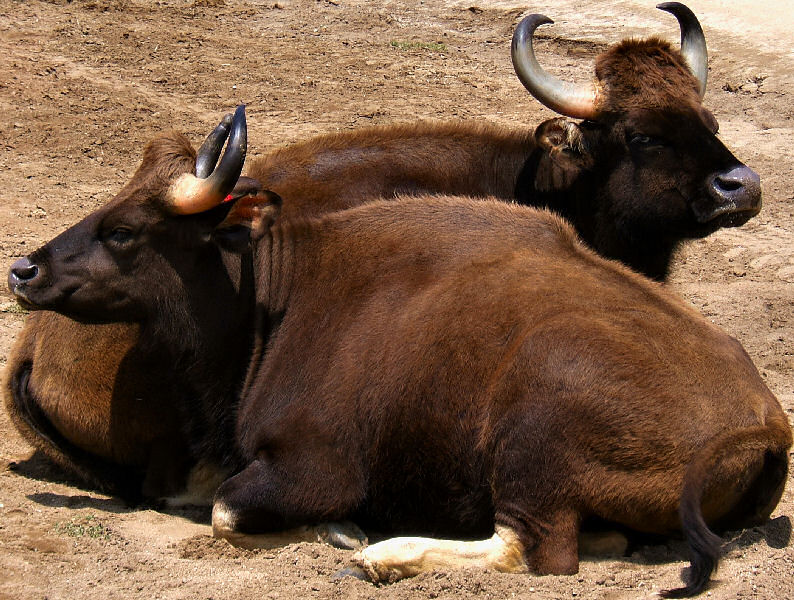
Gaur (Bos gaurus)
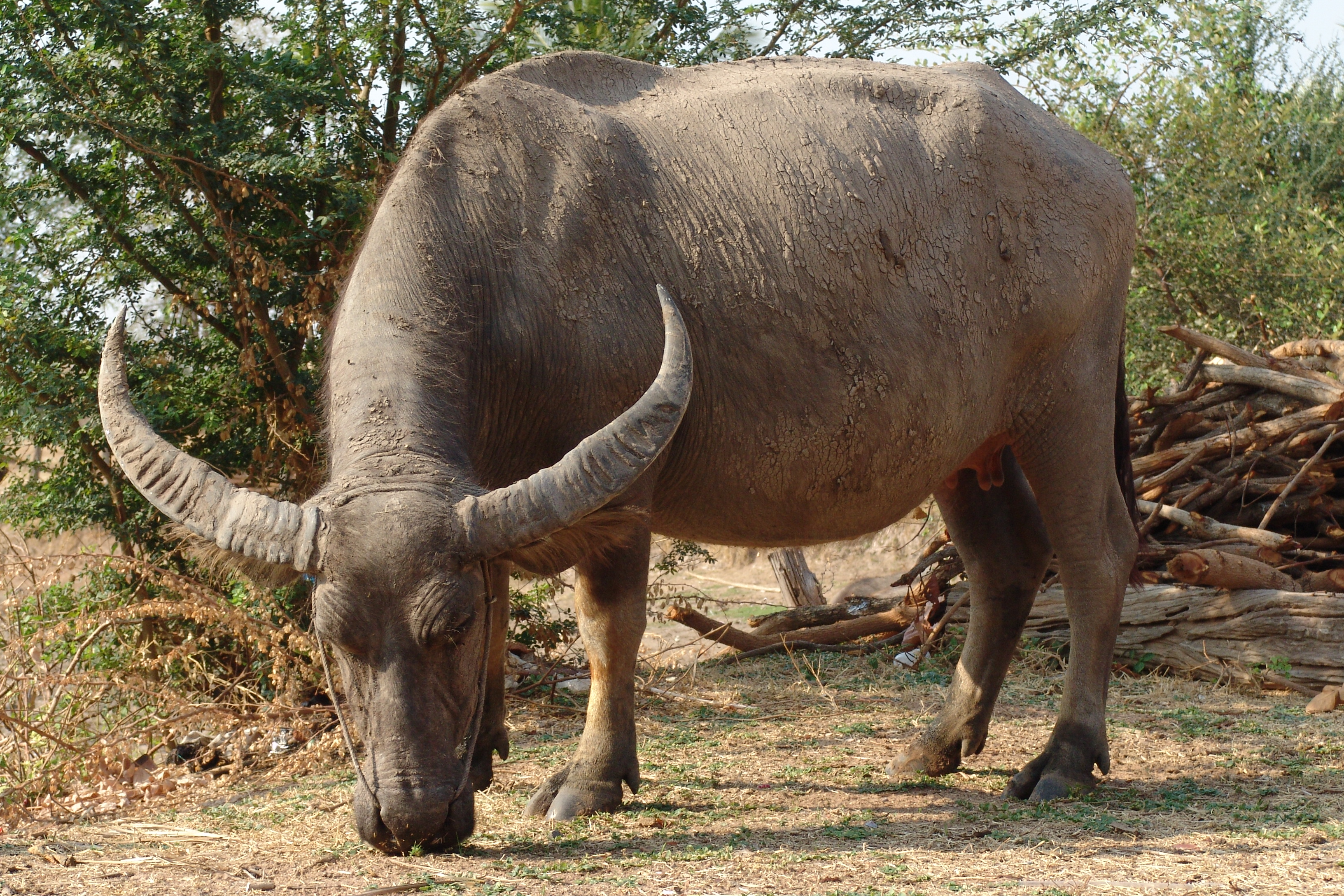
Házi vízibivaly
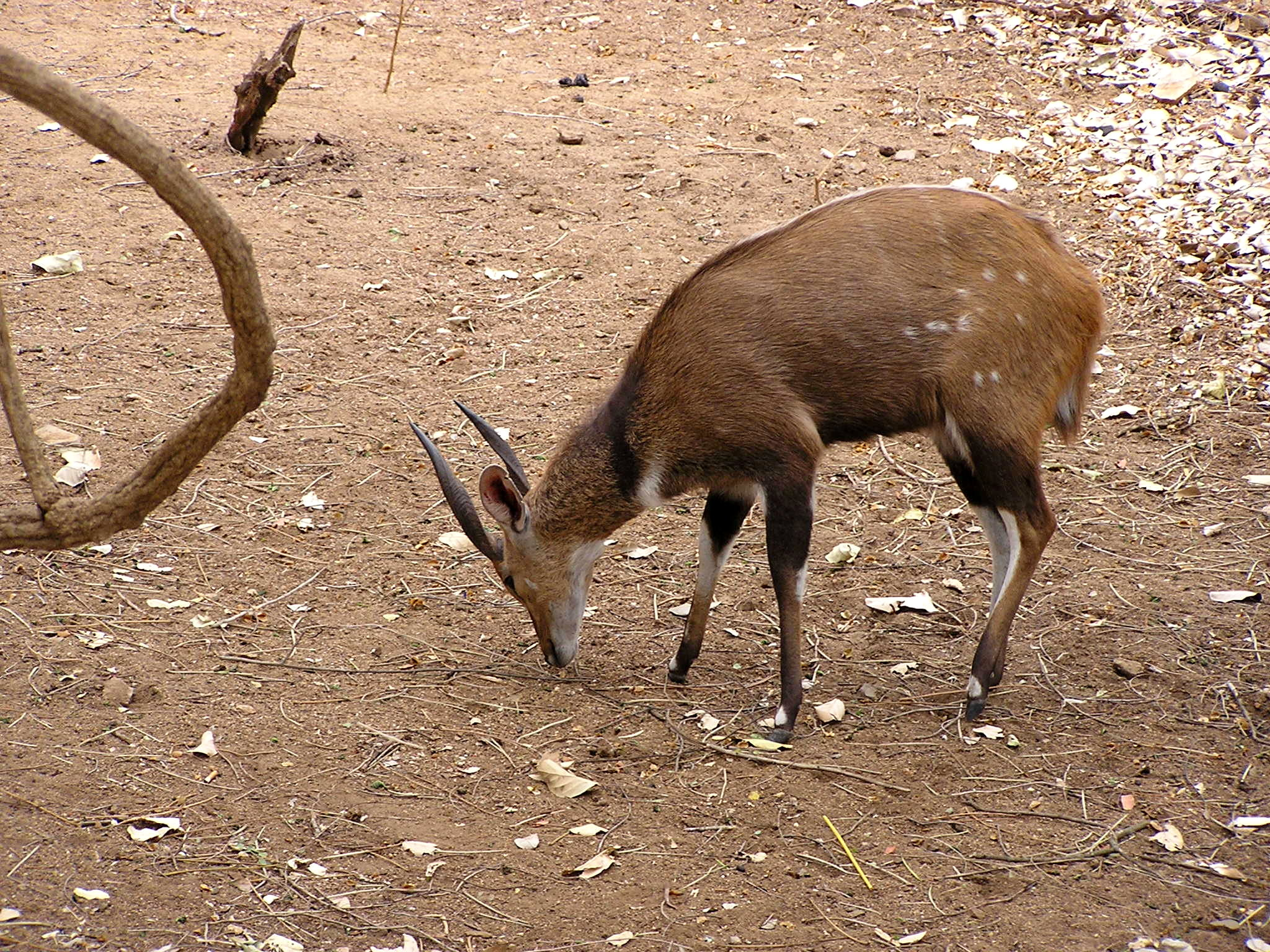
Közönséges bozótiantilop (Tragelaphus scriptus) bika, a csavartszarvú antilopok leggyakoribb képviselője
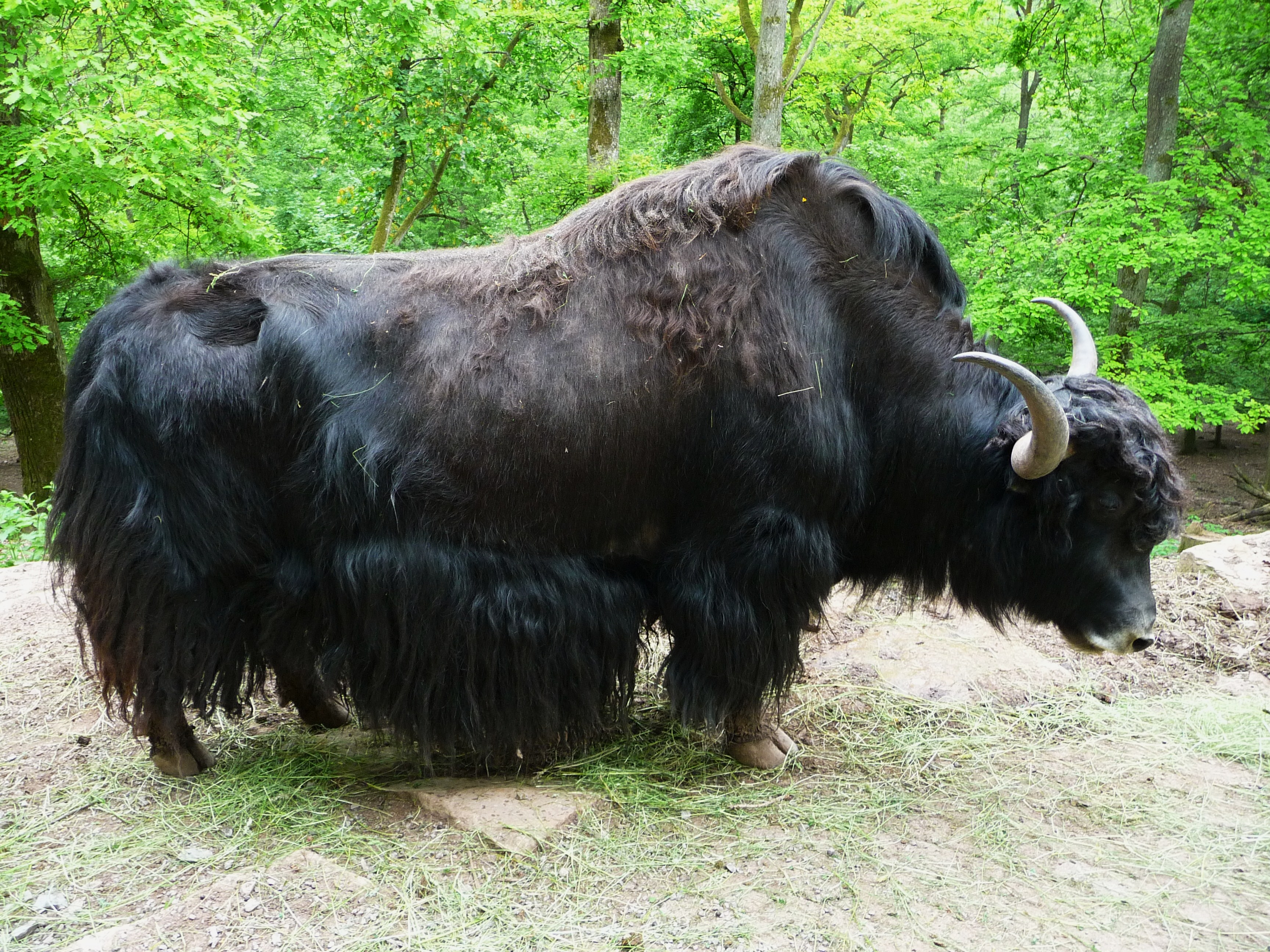
vadjak (Bos grunniens)
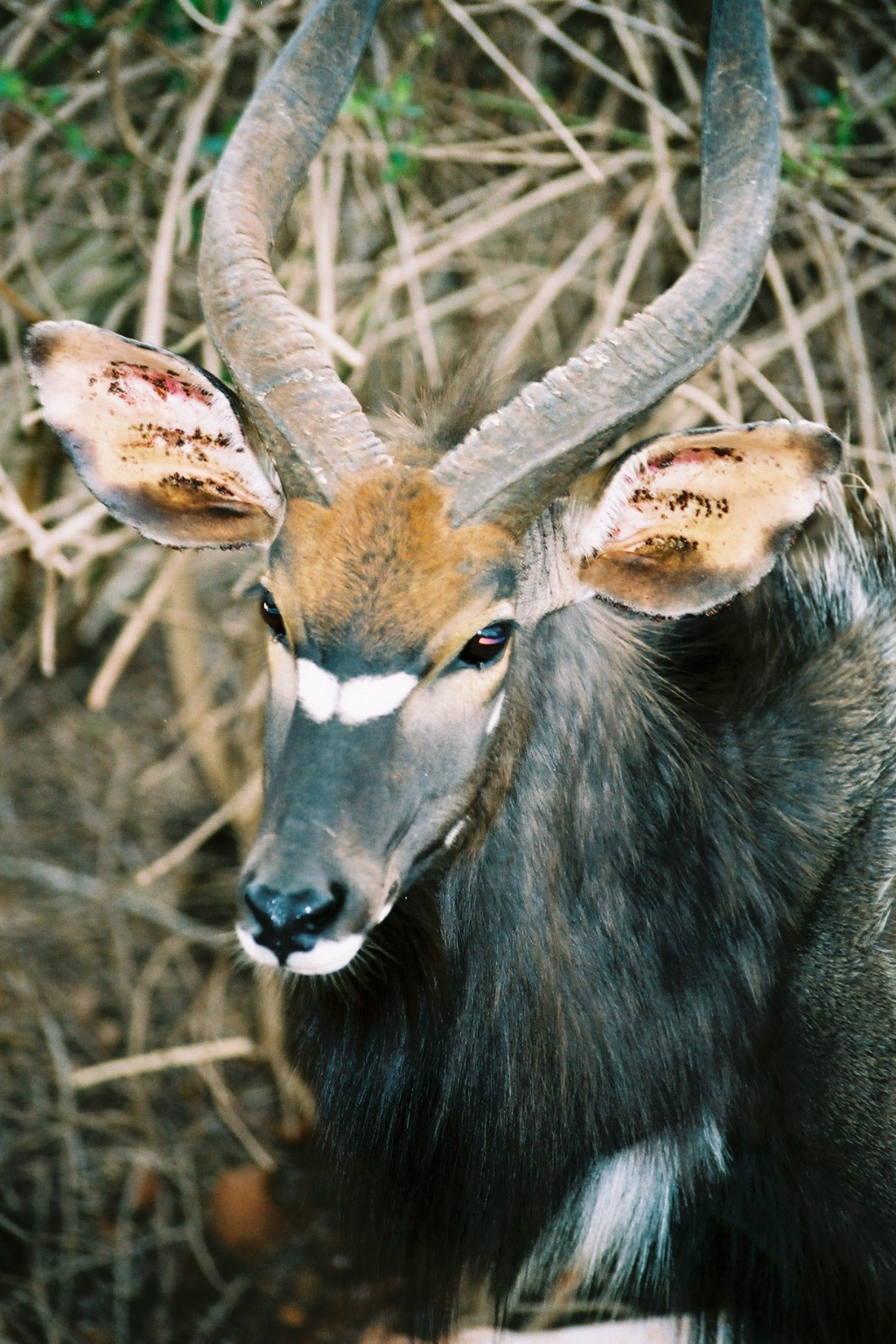
Nyala (Tragelaphus angasii) bika
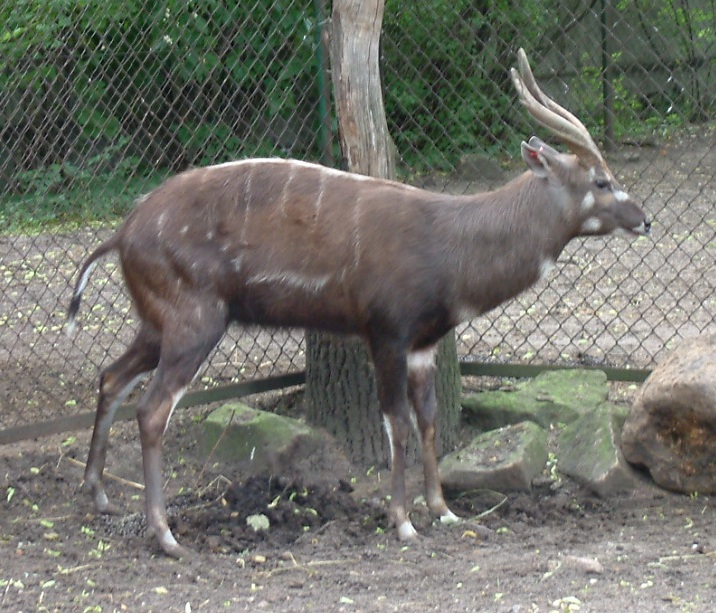
Szitutunga (Tragelaphus spekii) bika
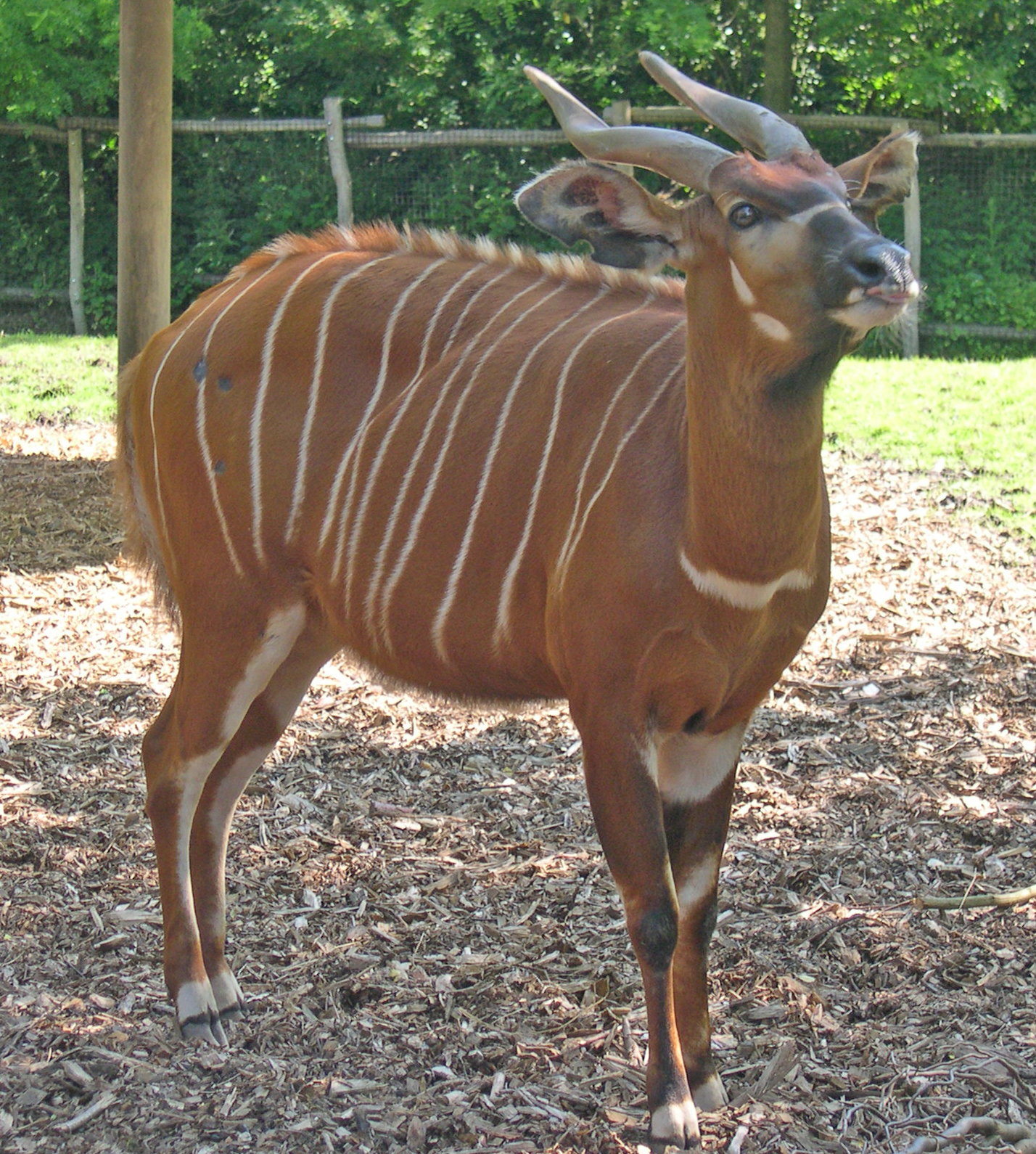
Bongó (Tragelaphus eurycerus)
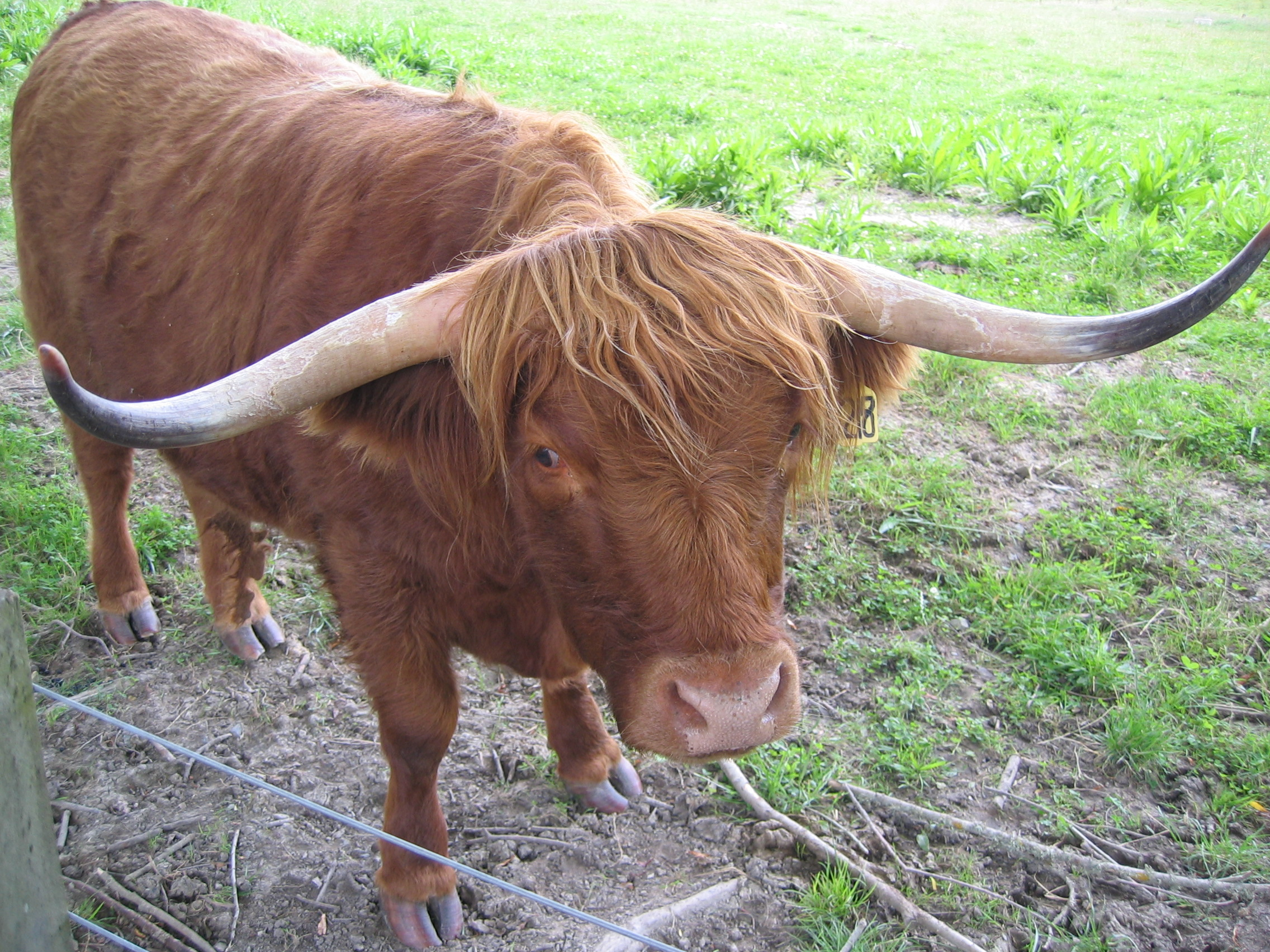
Skót-felföldi marha, egy ősi jellegű házimarhafajta
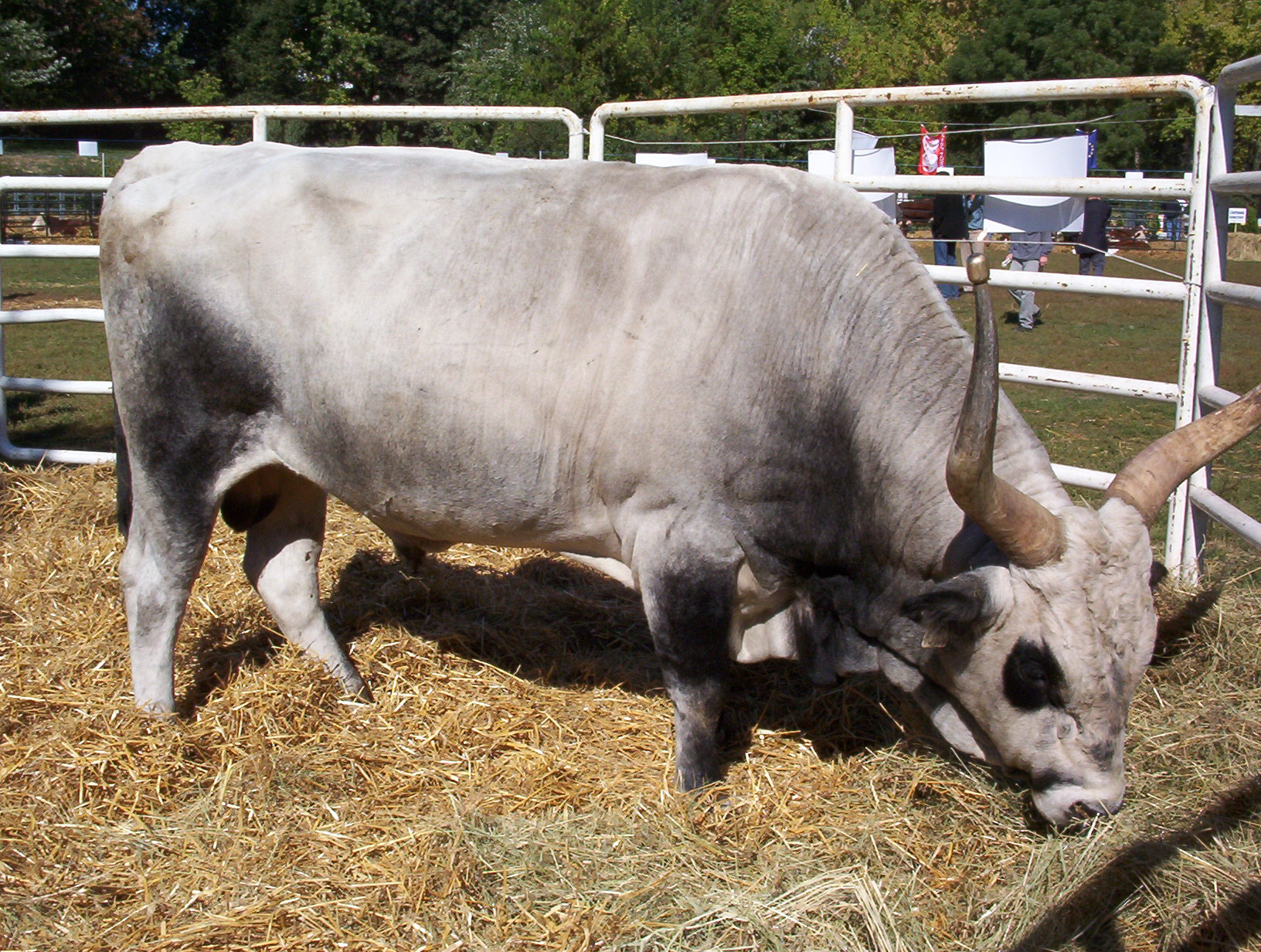
Magyar szürke szarvasmarha bika
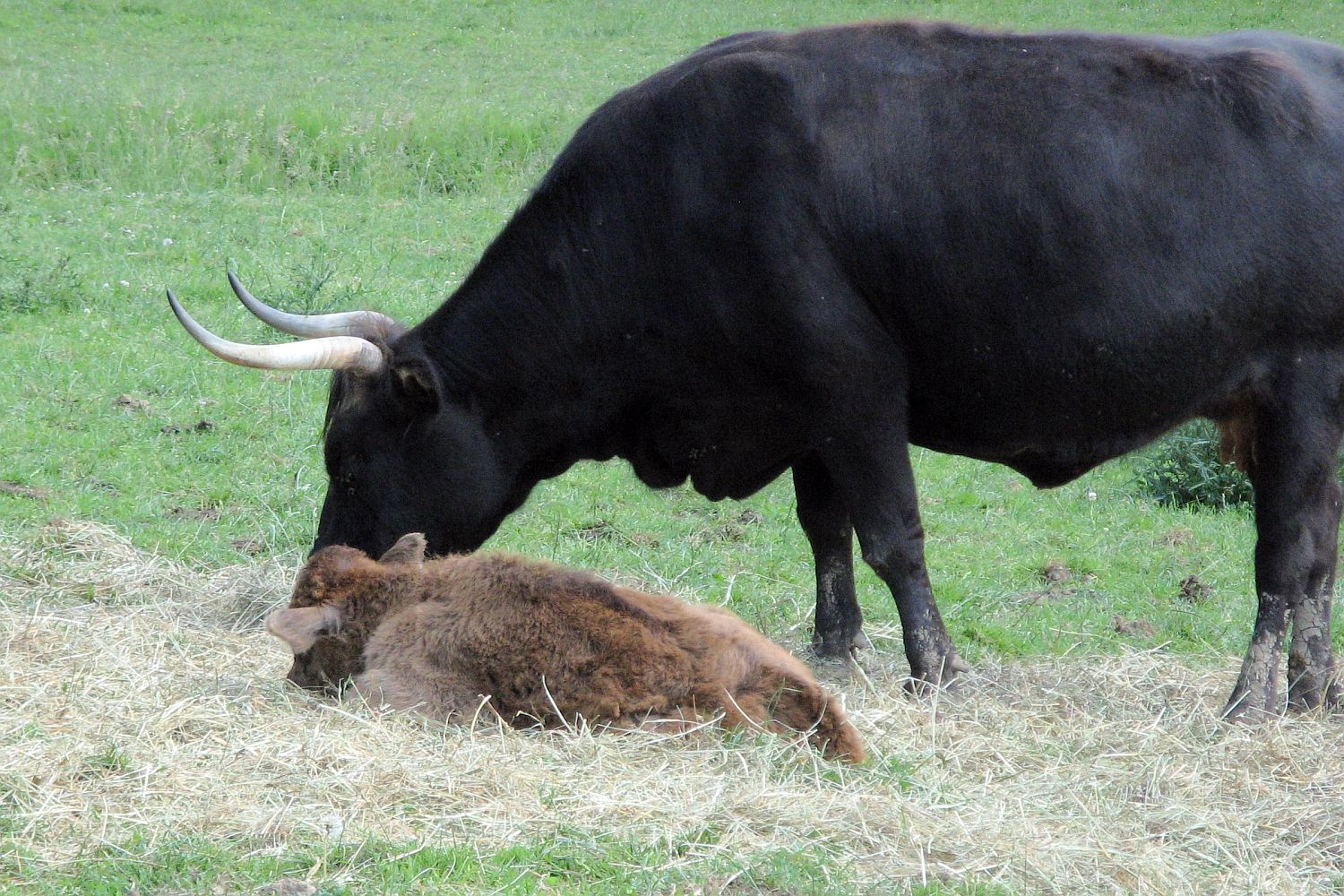
Az őstulok (Bos primigenius) mintájára visszatenyésztett Heck-marha
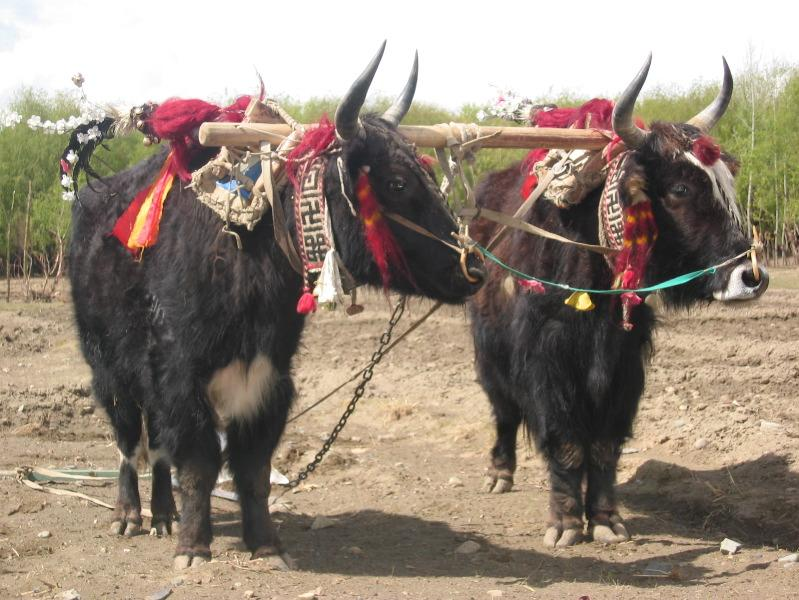
Igába fogott házi jakok Tibetben

### Magyar nevek forrásai
- A Bizottság 407/2009/EK rendelete (2009. május 14.) a vadon élő állat- és növényfajok számára kereskedelmük szabályozása által biztosított védelemről szóló 338/97/EK tanácsi rendelet módosításáról – alföldi anoa, gaur, jak, kouprey, mindoro bivaly, négyszarvú antilop, vietnámi antilop
- zoobudapest.com[halott link] – nilgau antilop
- zoobudapest.com[halott link] – jávorantilop
- terebess.hu – vízibivaly
- mek.oszk.hu – hegyi anoa
- mek.oszk.hu – nyala
- agraroldal.hu[halott link] – banteng
- zoldmagazin.com Archiválva 2008. május 17-i dátummal a Wayback Machine-ben – hegyi nyala
- vadaszlap.hu[halott link] – óriás jávorantilop
- vadaszlap.hu[halott link] – bozóti antilop